# NBA Live 06
NBA Live 06 è il videogioco sportivo sviluppato e pubblicato da EA Sports della stagione 2005-2006 dell'NBA. Nel gioco sono creati virtualmente tutti i giocatori di tutte le squadre della National Basketball Association. Oltre a fare partite amichevoli, sono disponibili anche nuove o rinnovate modalità di gioco. Il giocatore in copertina per quest'edizione è Dwyane Wade, stella dei Miami Heat.

## Colonna sonora
La colonna sonora comprende 16 brani, prevalentemente di musica hip-hop:
- Afu-Ra – God of Rap
- Bishop Lamont feat. Chevy Jones – We Got Next
- The Black Eyed Peas – My Style
- Chali 2na feat. Anthony Hamilton – Don't Stop
- Chamillionaire – Grind Time
- Fort Minor – Remember the Name
- Jae Millz – Streetz Melting
- Jurassic 5 – In The House
- Lupe Fiasco – Tilted
- M.I.A. – Bucky Done Gun[2]
- N.O.R.E. feat. GemStar & Big Mato – Deportes EA
- Q-Tip feat. Busta Rhymes – For The Nasty
- Spider Loc – Elementary
- Stat Quo – Like Dat
- Tego Calderón – Mil Cosas
- The Perceptionists – Let's Move